# Silicon Graphics
Silicon Graphics, Inc., también conocida como SGI, o históricamente citada como Sistemas Computacionales Silicon Graphics (SGCS), fue un fabricante estadounidense de hardware y software de computadoras, que comenzó como fabricante de terminales gráficas en 1982. 
Fue fundada por Jim Clark y Abbey Silverstone. Los productos iniciales estaban basados en el trabajo de James Clark con geometry pipelines, software especializado y hardware que acelera la exhibición de imágenes tridimensionales. 
SGI fue establecido originalmente como corporación en California en noviembre de 1981, y restablecida como corporación en Delaware en enero de 1990. 
El 8 de mayo de 2006 SGI presentó suspensión de pagos, de la que salió el 17 de octubre del mismo año. La anterior sede del SGI pertenece ahora a Google. 
El 1 de abril de 2009, SGI anunció que sería adquirido por Rackable Systems por US$25 millones, prácticamente a la vez que se anunciaba una nueva suspensión de pagos. En mayo de 2009 se completó la compra de SGI por Rackable, y tras la fusión, la compañía pasó a llamarse Silicon Graphics International.
El 1 de noviembre de 2016, Hewlett Packard Enterprise (HPE) anunció que ha completado la adquisición de SGI.

## Historia
Los productos de SGI, así como las estrategias y  posiciones del mercado seguidas por la compañía, han variado desde la fundación de SGI. Sin embargo, la industria de las "estaciones de trabajo" ha seguido siendo el negocio principal de SGI a través de su historia.

### Fundación
El Dr. James H. Clark dejó su posición como profesor asociado de Ingeniería Eléctrica en la Universidad de Stanford para formar SGI en 1982 junto con Abbey Silverstone. Dos meses más tarde se unió un grupo de estudiantes graduados de Stanford incluyendo a Kurt Akeley, Tom Davis, Rocky  Rhodes, Mark Hannah, Herb Kuta, y Mark Grossman. Mayfield Group proveyó la financiación inicial de la empresa.

### Primera generación de productos
Las primeras máquinas IRIS 1000 (IRIS son siglas de Integrated Raster Imaging System, "sistema integrado de proyección de imagen") fueron diseñadas para ser conectadas a una computadora DEC VAX como terminal gráfica, manejando solamente la pantalla. 
Estaban basadas en el microprocesador Motorola 68000, con un diseño de placa base relacionado con el del Sun-1. Después de esto, SGI comenzó a usar el sistema operativo UNIX System V. Su máximo exponente fue el IRIS 3130, una completa estación de trabajo UNIX usando el Motorola 68020 con un coprocesador matemático Weitek. Los 3130 eran bastante potentes para realizar una animación completa 3D y paquete de la representación sin ayuda del mainframe. Con discos duros de gran capacidad para la época (dos unidades de 300MB), unidad de cinta y placa Ethernet, le permitía ser la pieza central de una operación de animación.

### Era RISC
Con la introducción de la serie IRIS 4D, SGI cambió a usar la arquitectura de microprocesador RISC MIPS. Estas máquinas eran más potentes, al incluir más memoria y vinieron con potente capacidad matemática integrada. Estas máquinas hicieron mucho por el nombre de SGI mientras que los gráficos 3D llegaron a ser más populares en la televisión y en el cine. SGI produjo una amplia gama de estaciones de trabajo y servidores basados en MIPS durante los años 1990, funcionando con una versión de UNIX System V de SGI, ahora llamada IRIX. Estos incluyeron los sistemas masivos de visualización Onyx, del tamaño de refrigeradores y capaces de soportar hasta 64 procesadores mientras que manejaban hasta tres flujos de gráficos de alta resolución, completamente en 3D. 
En 1992, MIPS lanzó su primer microprocesador de 64 bits, el R4000, que era el primer microprocesador RISC de 64 bit lanzado comercialmente (un mercado al que pronto se unió el Alpha de Digital y otros). 
En 1993, Silicon Graphics (SGI) firmó un contrato con Nintendo para desarrollar la CPU central de la futura Nintendo 64, un derivado del microprocesador R4300i. Aunque el acuerdo se firmó a principios de 1993, no se hizo público hasta agosto de ese año, y después de múltiples retrasos la consola no se lanzaría hasta 1996.
IRIX 6.2 era el primer lanzamiento completamente de 64 bits de IRIX, incluyendo punteros de 64 bits. 
En agosto de 2006, SGI anunció el final de la producción para los sistemas MIPS/IRIX. A partir del 29 de diciembre de 2006 los productos MIPS/IRIX ya no están disponibles.

### IrisGL y OpenGL
Hasta la segunda generación de las máquinas Onyx Reality Engine, SGI ofreció acceso a sus subsistemas gráficos 3D de alto rendimiento  con un API propietario conocido como lenguaje gráfico IRIS (IrisGL). Mientras que se agregaron más características al pasar los años, IrisGL se volvió más complicado de mantener e incómodo de utilizar. 
En 1992, SGI se decidió a limpiar y reformar IrisGL e inició un movimiento para permitir que el API resultante, llamado OpenGL, fuera licenciado a un precio económico para los competidores de SGI. Pero fue más allá, creando un consorcio industrial para mantener el OpenGL estándar (el "comité examinador de la arquitectura de OpenGL", OpenGL Architecture Review Board)). Esto significaba que por primera vez podía escribirse software de gráficos multiplataforma rápida y eficientemente. 
Hoy día, OpenGL sigue siendo el único estándar de gráficos 3D en tiempo real portable a través de una variedad de sistemas operativos. Su competidor principal (Direct3D de Microsoft) funciona solamente en máquinas  basadas en Microsoft Windows.

### Consorcio ACE
El SGI tomó parte, a comienzos de los 90, en una iniciativa (junto con otras veinte empresas, incluyendo Compaq, Digital Equipment Corporation, MIPS, Groupe Bull, Siemens, NEC, NetPower, Microsoft y Santa Cruz Operation) para introducir estaciones de trabajo basados en la arquitectura de  MIPS y capaces de funcionar con Windows NT y SCO UNIX. El grupo produjo la especificación Advanced RISC Computing (ARC). El consorcio cayó, al parecer por razones más políticas que técnicas.

### Industria de Entretenimiento
Una computadora SGI con el navegador tridimensional de sistema de ficheros FSN apareció en la película Jurassic Park en 1993. En esta escena es célebre la línea de Lex, "Esto es un sistema Unix. Lo conozco." 
En la película Twister, los héroes pueden ser vistos usando una computadora portátil de SGI. Se trataba de mockups construidos especialmente para la filmación.  Nunca existió una SGI portátil. Dado al gran consumo de los procesadores MIPS, además del costo de tal dispositivo en una época cuando el Apple PowerBook era considerado costoso, la computadora portátil no era un negocio de interés para SGI. Una vez que los PC baratos comenzaron a manipular de mejor forma los gráficos a un coste menor, SGI comenzó a especializarse en la creación de servidores de alto rendimiento para el almacenamiento de vídeo digital y  Web. Muchos ingenieros de SGI se han ido a trabajar en otras compañías de gráficos de computadora como 3dfx, contribuyendo a los gráficos 3D en otras plataformas.

### Software libre
SGI ha apoyado el software libre, colaborando con proyectos como Linux y Samba, así como aportando el código de su sistema de ficheros XFS.

### Compras y ventas de empresas
En 1995, SGI compró las empresas Alias Research y Wavefront Technologie, fusionándolas en el departamento Alias|Wavefront, posteriormente renombrado como Alias Systems Corporation. Fue vendido en 2004 a Accel-KKR y esta última lo vendió al año siguiente a Autodesk.
En 1996 SGI adquirió Cray Research, fabricante de superordenadores. Parte de Cray fue vendida a Sun Microsystems meses después y el resto a Tera Computers en el 2000, que cambió de nombre a Cray Inc.
En el 2000 compró la gama de estaciones de trabajo de Intergraph (serie ViZual Workstation Zx10) pero abandonó ese gama al año siguiente
En el 2011 compró la empresa  OpenCFD Ltd. desarrolladora del paquete OpenFOAM utilizado en modelación de CFD

### Estaciones de trabajo para Windows
Además de la serie ViZual Workstation de Intergraph, SGI también lanzó una gama de estaciones gráficas con Windows NT/ Windows 2000 y plataforma Intel x86 (Pentium II y Pentium III) a finales de los años 1990: la serie SGI Visual Workstation , pero no tuvo mucho éxito y sus clientes pensaron que SGI podría abandonar su serie de CPUs de Arquitectura MIPS.

### Cambio a Itanium y Xeon
En 1998 SGI anunció que sus nuevas máquinas estarían basadas en Itanium, en vez de MIPS. Pero  el Itanium se retrasó y el primer modelo de estación de trabajo no estuvo a la venta hasta 2001. Posteriormente saldrían servidores con CPU Itanium 2. Aunque nunca ha abandonado los Itanium, SGI también ha lanzado modelos basados en Intel Xeon.

### Decadencia
Las fuertes capacidades 3D de equipos asequibles basados en arquitectura x86 (y posteriormente x86_64), así como el ser portados a Windows software profesional como Softimage y Digital Studio (comprados por Microsoft), SGI tuvo que comprar Wavefront, TDI y Alias, y de ahí surgió el actual Maya. Los ports a Windows NT dañaron mucho el negocio tradicional de SGI de estaciones de trabajo gráficas (negocio que sería prácticamente abandonado para dedicarse a servidores y superordenadores).
También el escaso éxito de sus primeros equipos x86 a finales de los años 1990 (SGI Visual Workstation y ex-Intergraph Workstation Zx10) supusieron pérdidas para SGI. Otro motivo de problemas fue el prematuro cambio a Itanium, anunciado años antes de que estuviera disponible esa CPU.